# Östliche Sandboa
Die Östliche Sandboa oder Wüsten-Sandboa (Eryx miliaris) ist eine ungiftige Schlange aus der Unterfamilie der Sandboas (Erycinae) innerhalb der Boas (Boidae).

## Merkmale
Sie wird durchschnittlich 35 bis 55 Zentimeter lang und ist damit die kleinste Art der Sandboas. Der Körper ist typisch gedrungen mit einem kurzen und abgerundeten Schwanz und einem abgestumpften Kopf, der nicht vom Körper abgesetzt ist. Die Augen sind klein und sitzen deutlicher als bei allen anderen Arten auf der Kopfoberseite, die Pupille ist schlitzförmig – durch die auf dem Kopf sitzenden Augen lässt sich diese Art sicher von der Westlichen Sandboa (Eryx jaculus) unterscheiden. Die Tiere besitzen 10 bis 14 Oberlippenschilder (Supralabialia) und zwischen diesen und den Augen zwei bis drei Reihen kleine Unteraugenschilder (Subocularia), die Schuppen der Kopfunterseite sind ebenfalls klein und glatt.
Der gesamte Körper ist mit kleinen Schuppen besetzt, die vor allem im vorderen Körperbereich glatt oder wenig gekielt sind. Um die Körpermitte hat diese Art 40 bis 50 Schuppenreihen. Die Bauchschuppen sind sehr schmal. Die Tiere haben eine hell-sandfarbene bis dunkelbraune Grundfarbe und eine Rückenzeichnung aus lose vernetzten dunklen Flecken, beiderseits vom Schwanz haben die Tiere einen dunklen Streifen und vom Auge bis zum Mundwinkel zieht sich ein dunkles Schläfenband.

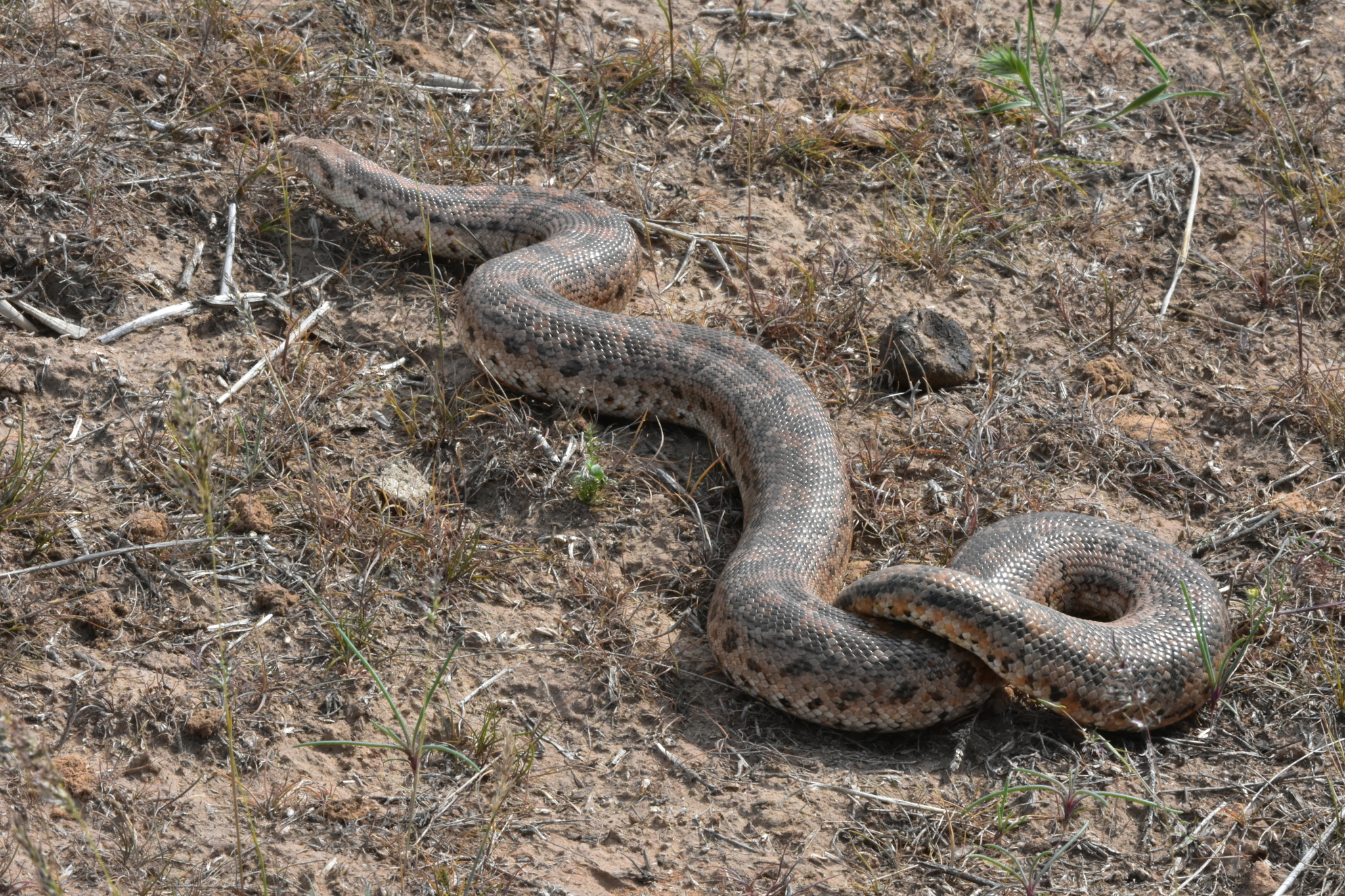
Östliche Sandboa in Südrussland

## Verbreitungsgebiet und Lebensraum
Die Östliche Sandboa ist im mittleren Asien verbreitet und erreicht am Kaspischen Meer auch den Ostrand Europas.

## Lebensweise
Die Östliche Sandboa ist ein typischer Bodenbewohner der mittelasiatischen Wüsten und Halbwüstengebiete, die durch Sandboden und Steine sowie wenig Vegetation gekennzeichnet sind. Sie wühlt sich in die oberen Sandschichten ein und ist dämmerungs- und nachtaktiv. Sie ernährt sich von kleinen Säugern, Reptilien, Insekten und Vogelnestlingen, die sie mit den Kiefern packt und schluckt oder durch Umschlingen mit ihrem Körper tötet.